# Municipalità di Ambrolauri
La municipalità di Ambrolauri (in georgiano ამბროლაურის მუნიციპალიტეტი?) è una municipalità georgiana di Rach'a-Lechkhumi e Kvemo Svaneti.
Nel censimento del 2002 la popolazione si attestava a 16.079 abitanti. Nel 2014 il numero risultava essere 9.139.
La cittadina di Ambrolauri è il centro amministrativo della municipalità, la quale si estende su un'area di 1142 km².

## Popolazione
Dal censimento del 2014 la municipalità risultava costituita al 99,7% da persone di etnia georgiana.

## Luoghi d'interesse
- Barakoni
- Cattedrale di Nikortsminda
- Museo di Belle arti di Ambrolauri